# Сахарова, Марина Сергеевна
Марина Сергеевна Сахарова (1917—1998) — советский и российский учёный-геохимик и педагог в области минералогии и геологии, доктор геолого-минералогических наук (1973), профессор (1992). Заслуженный геолог РСФСР (1988).

## Биография
Родилась 9 марта 1917 года в Москве. 
С 1936 году обучалась на почвенно-географическом факультете МГУ, в дальнейшем, по 1941 год на геолого-почвенном факультете Ленинградского государственного университета, который окончила с отличием. В период Великой Отечественной войны с 1941 по 1944 год, находилась в блокадном Ленинграде и с 1942 года работала в Комиссии по геолого-географическому обслуживанию РККА при Институте геологических наук АН СССР, с 1943 года аспирант и младший научный сотрудник этого института, работала вместе с профессором А. А. Сауковым над проблемой геохимии и генезиса урано-ванадиевых месторождениях Ферганы. С 1949 по 1954 год — старший научный сотрудник ГИГХС. С 1954 года работала на Геологическом факультете МГУ в должностях старший научный сотрудник, доцент, профессор, и с 1990 по 1998 год — ведущий научный сотрудник кафедры минералогии этого факультета .
В 1947 году М. С. Сахарова защитила диссертацию на соискание учёной степени кандидат геолого-минералогических наук по теме: «Минералогия месторождения Адрасман (Восточный Карамазар)», в 1973 году — доктор геолого-минералогических наук по теме: «Минералогия и вопросы генезиса золото-кварц-сульфидных месторождений Восточного Забайкалья». В 1953 году приказом ВАК ей было присвоено учёное звание старший научный сотрудник, в 1992 году — присвоено учёное звание профессор. 
Основная научная деятельность М. С. Сахаровой была связана с вопросами в области изучения проблем генезиса месторождений золота, серебра, редких металлов, минералогии благородных металлов и халькогенидов. Была инициатором выдвижения научной концепции характеризующей роль различных физико-химических факторов при накоплении благородных металлов, была разработчиком модели образования главных типов золотых и золото-серебряных месторождений. К наиболее крупным геологическим разработкам М. С. Сахаровой принадлежат геолого-минералогические исследования золото-кварц-сульфидных месторождений Восточного Забайкалья и золотых и серебряных месторождений Северо-Востока СССР. 
В 1988 году Указом Президиума Верховного Совета РСФСР «за заслуги в подготовке геологических кадров» М. С. Сахарова  была удостоена почётного звания Заслуженный геолог РСФСР.
Минерал Сахароваит (Pb4Fe(Bi,Sb)6S14) найденный М. С. Сахаровой в Узбекистане был назван в её честь.
Скончалась 26 мая 1998 года в Москве.

## Награды
- Медаль «За доблестный труд в Великой Отечественной войне 1941—1945 гг.» (1946)
- Медаль «Ветеран труда» (1983)
- Заслуженный геолог РСФСР (1988)